# 76e division d'assaut aéroporté de la Garde
La 76e division d'assaut aéroporté de la Garde (en russe : 76-я гвардейская десантно-штурмовая дивизия), abrégé en 76 гв. дшд), de son nom complet la 76e division d'assaut aéroporté de la Garde Tchernigovskaïa des ordres du Drapeau rouge et de Souvorov (76-я гвардейская десантно-штурмовая Черниговская Краснознамённая, ордена Суворова дивизия) est une grande unité des forces armées de la fédération de Russie (n° d'unité 07264).
C'est l'une des quatre divisions des forces aéroportées russes, basée à Pskov. La division a ses origines dans la 76e division de fusiliers de la Garde, formée en mars 1943 à partir de la 157e division de fusiliers pour les actions de cette division pendant la bataille de Stalingrad. La division a combattu dans la bataille de Koursk, la bataille du Dniepr (d'où son titre honorifique Tchernigovskaïa, en référence à la ville ukrainienne de Tchernihiv), l'opération Bagration, l'offensive de Poméranie orientale et la bataille de Berlin. Après-guerre, elle est transformée en division aéroportée.
La division s'installe à Pskov, sa base actuelle, en 1949. La division est impliquée dans le Janvier Noir et les événements de janvier en Lituanie. Après la dissolution de l'Union soviétique, la division est devenue une unité des troupes aéroportées russes. La division a combattu dans la première et la seconde guerre de Tchétchénie, la guerre russo-géorgienne de 2008 et participe à l'invasion de l'Ukraine par la Russie depuis 2022. La division est devenue une division d'assaut aérien en 2006.

## Histoire

### Seconde Guerre mondiale
La 76e division d'assaut aéroporté a été créée en 1939 sous le nom de 157e division de fusiliers. Le 1er mars 1943, elle devient la 76e division de fusiliers de la Garde pour ses actions lors de la bataille de Stalingrad. Le général de division Alexander Kirsanov commande la division. La division combat dans la bataille de Koursk, combattant dans la partie nord du saillant de Koursk. Jusqu'au 3 juillet, la division faisait partie du front de Briansk dans la région de Beliov. Le 12 juillet, la division entreprend la traversée de l'Oka. À la fin de la journée, la division avait pris des têtes de pont. La division reçoit les remerciements de Staline pour cette action.
Le 8 septembre, la division commence à avancer de la région d'Orel à Tchernigov. Après trois jours, la division avait avancé de 70 kilomètres et atteint le village de Tolstoles le 20 septembre, à trois kilomètres au nord-est de Tchernigov. La division aide ensuite à s'emparer de la ville et avance vers l'ouest. Par ordre du commandant suprême du 21 septembre, la division a été remerciée et a reçu le titre honorifique de « Tchernigov ».
La division avance ensuite en Biélorussie. Elle fait partie du premier front biélorusse. Le 17 juillet 1944, elle lance une attaque au nord-ouest de Kovel. Le 21 juillet, l'avant-garde de la division se déplace vers le nord en direction de Brest dans de violents combats. Le 26 juillet, les troupes venant du nord et du sud se rejoignent à 20 à 25 kilomètres à l'ouest de Brest. Les troupes allemandes dans la région ont été encerclées. Pour ses actions dans la prise de Brest, la division a reçu l'Ordre de la bannière rouge. Le 25 janvier 1945, la division, dans le cadre du deuxième front biélorusse, bloque la route de Toruń, entourant les forces allemandes. Fin février, la division tente de couper la route de Konitz. Les troupes allemandes peuvent s'échapper dans les combats.
Le 23 mars, la division conquiert Sopot et s’avance vers la mer Baltique. Le 25 mars, elle avait pris Oliwa et avance vers Dantzig. La division aide à s'emparer de Dantzig le 30 mars. La division est déplacée de Dantzig vers l'Allemagne et le 24 avril est concentrée près de Kortenhaten, à 20 kilomètres au sud de Stettin. Le 26 avril, la division franchit le canal de Rondov et force les lignes allemandes. À la fin de la journée, elle avait conquis Pretslavu.
Le 2 mai, la division rentre dans Güstrow. Le 3 mai, après avoir avancé de 40 kilomètres, elle prend Karow et Butzow. Les détachements avancés de la 76e division de fusiliers de la Garde atteignent la Baltique et aux abords de Wismar rencontrent les unités aéroportées alliées de la 6th Airborne Division. La division faisait partie du 114e corps de fusiliers de la 70e armée du deuxième front biélorusse en mai 1945.

### Guerre froide
Le 6 juillet 1946, elle devient la 76e division aéroportée de la Garde à Novgorod, directement subordonnée au quartier général des forces aéroportées. En avril 1947, elle s'installe à Pskov. Le futur commandant des troupes aéroportées soviétiques Vassili Marguelov devient le commandant de la division en avril 1948. La division devient une partie du 15e corps aéroporté de la Garde en octobre 1948. Il était composé du 234e régiment aéroporté de la Garde, du 237e régiment aéroporté de la Garde et du 154e régiment d'artillerie de la Garde.
En 1967, la division participe à l'exercice « Dniepr ». En mars 1970, la division participe à l'exercice interarmes « Dvina ». Au cours de l'exercice, la division utilise l'Antonov An-22 pour la première fois. La division participe à l'exercice « Automne-88 ». Entre 1988 et 1992, la division participe à la répression des conflits interethniques en Arménie, en Azerbaïdjan, en Géorgie, dans la région baltique, en Transnistrie, en Ossétie du Nord et en Ossétie du Sud. En 1991, les 104e et 234e régiments aéroportés de la Garde ont reçu le fanion du ministère de la Défense « Pour courage et bravoure ». Auparavant, la division et son régiment d'artillerie avaient reçu le fanion. La division a participé au coup d'État d'août 1991, lorsqu'elle a été envoyée en Estonie par les dirigeants du coup d'État pour reprendre la tour de télévision de Tallinn.

### Troupes aéroportées russes
La division combat dans la première guerre de Tchétchénie en 1994 et 1995. 120 militaires de la division ont été tués pendant la guerre. Pour leurs actions, dix officiers de la division ont reçu le titre de héros de la fédération de Russie, dont deux à titre posthume. La division a combattu pendant la Seconde Guerre tchétchène entre 1999 et 2004.
À partir du 18 août 1999, des éléments de la division ont participé à la prise de Karamakhi, Goudermes, Argoun et au blocage des gorges de Vedeno. La 6e compagnie du 104e régiment aéroporté de la Garde a bloqué les gorges d'Argoun en mars 2000. Pour leurs actions, 22 soldats ont reçu le titre de héros de la fédération de Russie, tous sauf un à titre posthume. 63 ont reçu l'Ordre du Courage à titre posthume.
Le 22 juin 2001, le 237e régiment aéroporté de la Garde est dissous. Après une période expérimentale, le 104e régiment aéroporté de la Garde de la 76e division aéroportée est devenu en 2002 le premier régiment des forces terrestres russes entièrement composé de soldats professionnels (et non de conscrits). La division est devenue la première à passer au système de recrutement contractuel en 2004. En 2006, la 76e division aéroportée est devenue une division d'assaut aérien.
En 2008, la 76e division d'assaut aérien a été impliquée dans la guerre d'Ossétie du Sud de 2008, déployée en Ossétie du Sud et combattue dans la bataille de Tskhinvali.

### La Crimée et la guerre du Donbass
En 2014, des unités de division ont été le fer de lance de l'invasion militaire russe de l'Ukraine en 2014 et ont été utilisées dans l'annexion de la Crimée,. Le 18 août, la division est décorée de l'Ordre de Souvorov par Vladimir Poutine pour "l'accomplissement réussi de missions militaires" et "le courage et l'héroïsme",. Le 20 août 2014, deux BMD-2 de la 76e division ont été saisis par les forces ukrainiennes près de Loutouhino dans la région de Louhansk. Des responsables du gouvernement ukrainien ont présenté les cartes d'identité des soldats russes et d'autres documents militaires provenant des véhicules,,,,. Le ministère russe de la Défense a démenti cette allégation,.
Plusieurs membres de la division, parmi lesquels se trouvait le commandant de peloton Anton Korolenko, sont morts les 19 et 20 août 2014, dans des circonstances que leurs familles n'ont pas révélées. Un journal de Pskov a rapporté que presque toute une compagnie de parachutistes de la 76e division aéroportée aurait été perdue au combat en 2014 dans le cadre de la guerre du Donbass, faisant 80 morts, mais sans aucune preuve concluante,,.

### Invasion de l'Ukraine par la Russie
En janvier 2022, des éléments du 234e régiment d'assaut aéroporté et du 124e bataillon de blindés de la division auraient été déployés en Biélorussie dans le cadre de l'Invasion de l'Ukraine par la Russie. Le 24 février 2022, la 76e division entre dans l'oblast de Kiev. Des éléments sont prévus pour être débarqués par Iliouchine Il-76 à l'l'aéroport de Hostomel et ensuite se diriger vers la capitale. Les pistes n'étant pas sécurisées, les parachutistes sont transportés à Homiel et traversent par voie terrestre. Le 27 février, le 104e régiment d'assaut aérien de la Garde couvert par des éléments de la 155e brigade d'infanterie de marine entre dans Boutcha pour se diriger vers Irpin. La colonne tombe dans une embuscade puis est pilonnée par l'artillerie ukrainienne et subit de lourdes pertes notamment le long de la rue Vokzalna. Quelques jours plus tard, le 234e régiment d'assaut aérien investit à nouveau Boutcha cette fois de manière plus méthodique. Ils s'emparent de la ville commettant durant leur avancée des crimes de guerres, abattant des civils. Tout au long du mois de mars, la 76e division subit des pertes importantes devant Irpin et Boutcha. Le 19 mars, le commandant adjoint du 234e régiment est tué au combat. Après leur retrait de la zone, la division est envoyée au sud d'Izioum vers la mi-avril en direction de Barvinkove pour encercler Sloviansk par l'ouest. En mai, des éléments de la division participent aux combats en direction de Bakhmout après la percée de Popasna. Le 728e bataillon de transmissions subit notamment des pertes. Ils restent dans la zone au moins jusqu'à la fin juin.
La division est ensuite déployée dans la région de Kherson durant l'été en prévision de la contre-offensive ukrainienne de Kherson. La division est positionnée à l'ouest de Davydiv Brid là où les ukrainiens mènent l'axe principale de leur offensive aux côtés des 11e brigade d'assaut aéroporté et la 83e brigade d'assaut aéroporté. Les parachutistes parviennent à contenir l'offensive ukrainienne dans la région les bloquant entre Kostromka et Bruskyns'ke. La percée ukrainienne se fait finalement du côté de Doudtchany. En novembre, les russes sont forcés d'abandonner la rive droite du Dnipro.En décembre 2022, dix mois après le début de la guerre, des analystes estiment que la division a subi 30 à 40% de pertes sur ses effectifs initiaux.
Le ministère de la Défense britannique indique que « depuis le début du mois de janvier 2023, la Russie a alloué des bataillons de la 76e division d'assaut aéroporté de la Garde du Troupes aéroportées de la fédération de Russie, pour renforcer le front de Kreminna. » Entre janvier et août, ses unités sont à l'offensive dans la forêt de Serebrianka. Elle est ensuite envoyée en urgence sur le front sud près d'Orikhiv pour contenir la contre-offensive ukrainienne. Aux côtés de la 7e division d'assaut aéroporté, elle a la lourde tâche de bloquer la brêche réalisée par les ukrainiens à Robotyne autour de Verbove (raïon de Polohy) ce qu'elle parvient à faire au prix de lourdes pertes. La division est ensuite envoyée à l'arrière dans l'oblast de Kherson.

## Unités subordonnées et force de combat
La 76e division d'assaut aéroporté de la Garde se compose d'un quartier général de division, de trois régiments d'assaut aérien, d'un bataillon de chars, d'un régiment d'artillerie, d'un régiment de missiles antiaériens, d'un bataillon de reconnaissance et de plusieurs bataillons et compagnies de soutien au combat et de soutien au combat directement subordonnés. À partir de 2021, la 76e division d'assaut aérien se compose des unités suivantes, :
- Quartier général de la division (à Pskov, district militaire ouest) :
  - 175e bataillon de reconnaissance ;
  - 124e bataillon de chars (équipé de T-72B3) ;
  - 656e bataillon du génie ;
  - 7e bataillon de maintenance ;
  - 728e bataillon de transmissions ;
  - 1682e bataillon de soutien logistique ;
  - 3996e hôpital militaire (aéromobile) ;
  - 201e succursale postale ;
  - compagnie de soutien aéroporté ;
  - compagnie de défense NBC ;
  - compagnie de commandement ;
- 104e régiment d'assaut aéroporté de la Garde ;
- 234e régiment d'assaut aéroporté de la Garde (« de la mer Noire »), à Pskov ;
- 237e régiment d'assaut aéroporté de la Garde (« de Toruń »), rétabli en 2018[35] ;
- 1140e régiment d'artillerie de la Garde ;
- 4e régiment de missiles antiaériens de la Garde.

## Commandants (depuis 2005)
- 2005-2009 : Major-général Alexandre Kolpatchenko
- 2009-2013 : Colonel Igor Vinogradski
- 27.02.2013 - Février 2018 : Major-général Alexeï Naoumets
- Février 2018 - juillet 2020 : Major-général Igor Kapli
- 19.07.2020 - 2022 : Major-général Sergueï Tchoubarykine
- Depuis avril 2022 : Colonel Denis Chichov[36]

## Galerie

Insigne d'épaule de la 76e division aéroportée de la Garde (1993-2006)
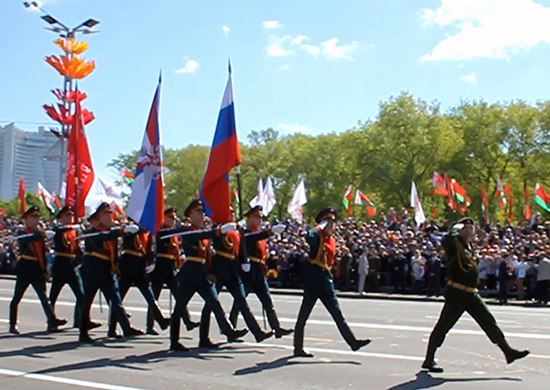
Troupes de la division lors d'un défilé à Minsk en 2015.
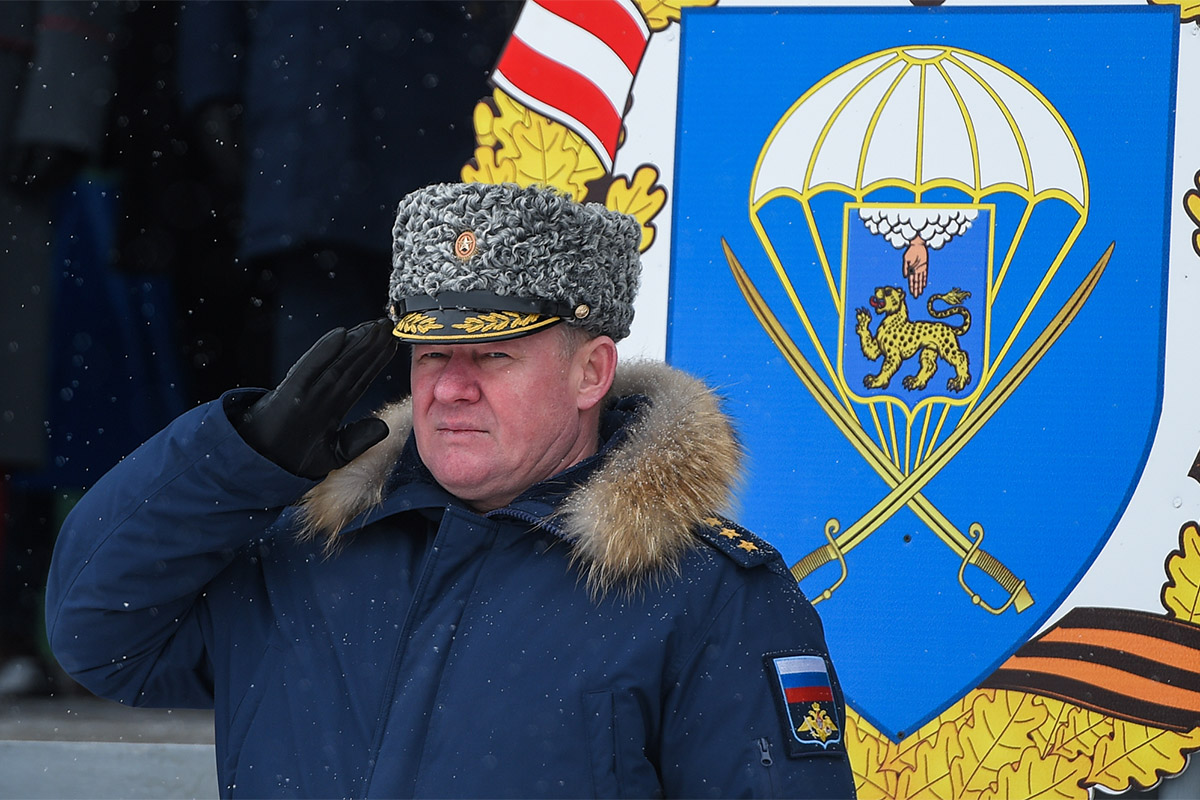
Le commandant des forces aéroportées russes Andreï Serdioukov visitant la 76e division d'assaut aéroporté de la Garde.
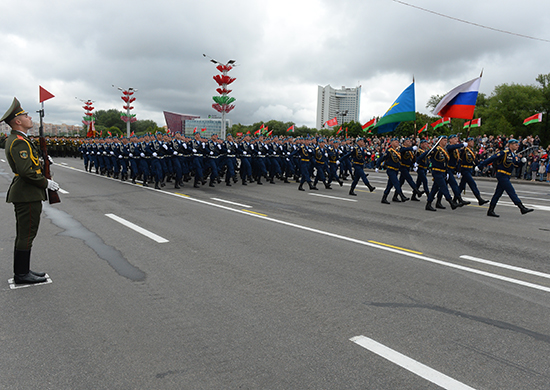
Personnel de la division au défilé du jour de l'indépendance de Minsk 2018.